# Содзим
Со́дзим (Созима, Сюзьма) — река в России, протекает на северо-западе Удорского района Республики Коми. Правый приток реки Вашки. Длина реки — 116 км, площадь водосборного бассейна — 982 км².
Притоки (км от устья):
- 9 км: река Ёль[6][4];
- 34 км: ручей Нялькъельдин[4];
- 37 км: ручей Большой Мыдмас[4];
- 64 км: река Нотес[4];
- 86 км: река Косвож[4].

## Данные водного реестра
По данным государственного водного реестра России относится к Двинско-Печорскому бассейновому округу, водохозяйственный участок реки — Мезень от истока до водомерного поста у деревни Малонисогорская. Речной бассейн реки — Мезень.
Код объекта в государственном водном реестре — 03030000112103000047474.